# گربه سیاه (فیلم)
گربه سیاه فیلمی به کارگردانی کریم امینی، نویسندگی علی اصغری و تهیه‌کنندگی بهرام رادان محصول سال ۱۳۹۸ ایران است.

## خلاصه داستان
«همه چیز از غروبی شروع شد که دیگه دلگیر نبود.»

این فیلم داستانی اجتماعی را روایت می‌کند و مخاطب آن عمدتاً جوانان به‌خصوص دهه هشتادی‌ها هستند.

## بازیگران
- بهرام رادان
- ترلان پروانه
- بهاره کیان افشار
- حسین پورکریمی
- کیا رکنی
- پیام احمدی‌نیا
- علیرضا استادی
- آزاده سدیری
- رضا یزدانی
- احسان کرمی
- علی اوجی
- احمد کاوری
- بهروز قادری
- حسین ملکی
- آرزو نبوت
- ستایش رجایی‌نیا
- عیسی حسینی